# Genius Sonority
Genius Sonority (ジニアス・ソノリティ株式会社?, Jiniasu Sonoriti Kabushiki Kaisha) è una azienda specializzata nello sviluppo di videogiochi giapponese, composta principalmente da programmatori che hanno lavorato alle serie di videogiochi di Dragon Quest e Pokémon.

## Storia
Genius Sonority cominciò il proprio corso nel luglio 2001, con lo scopo originale di sviluppare giochi Pokémon per console. Fu ufficialmente inaugurata nel giugno 2002, con un finanziamento da parte del presidente di Nintendo Hiroshi Yamauchi, attraverso "Q Found", un fondo riservato alle start-up Nintendo. Gli attuali azionisti dell'azienda comprendono Yamana Satoru, Nintendo e The Pokémon Company. Il fondatore e attuale presidente, Manabu Yamana, è meglio conosciuto come persona chiave in Heartbeat, un'azienda che sviluppò i giochi della serie Dragon Quest per Enix. Yamana ha unito le forze con i membri della Creatures Inc., un'azienda affiliata a Nintendo responsabile della serie EarthBound.
Così come hanno sviluppato diversi titoli Pokémon, hanno collaborato per la realizzazione di Dragon Quest Swords: The Masked Queen and the Tower of Mirrors per Wii con Eighting. Il gioco è stato pubblicato in Giappone nel luglio 2007, e dieci mesi dopo nel resto del mondo.

## Titoli
- Pokémon Colosseum (2003)
- Pokémon XD: Tempesta Oscura (2005)
- Pokémon Trozei! (2006)
- Pokémon Battle Revolution (2007)
- Dragon Quest Swords: The Masked Queen and the Tower of Mirrors (2007)
- 100 Classic Book Collection (2008)
- Disney Fairies: Tinker Bell (2008)
- Otona no Renai Shōsetsu: Hārekuin Serekushon[4] (2010)
- Learn with Pokémon: Typing Adventure (2011)
- The Denpa Men: They Came By Wave (2012)
- The Denpa Men 2: Beyond the Waves (2012)
- The Denpa Men 3: The Rise of Digitoll (2013)
- Pokémon Battle Trozei (2014)
- The Denpa Men RPG Free! (2014)
- Pokémon Shuffle (2015)
- Pokémon Café Mix (2020)